# Chinto
Chinto est un kata de karaté d'origine Shuri-Te. Il fut choisi, ainsi que Seishan, comme Shitei-kata par l'école wado-ryu. En style shotokan il porte le nom de Gankaku. 

## Signification
La grue sur un rocher.